# Thomas Malory
Sir Thomas Malory (* um 1405; † 1471) war der Autor oder Herausgeber von Le Morte d’Arthur (Arthurs Tod). John Leland nimmt an, dass Malory Waliser war, doch die meisten modernen Forscher setzen ihn gleich mit Sir Thomas Malory of Newbold Revel in Warwickshire. Sein Familienname erscheint in diversen Schreibweisen, darunter Maillorie und Maleore.

## Überblick
Wenig ist aus Malorys Leben bekannt. Nach seinen eigenen Worten war er ein Ritter, aber auch ein Gefangener, und seine Selbstbeschreibung als „ein Diener Gottes am Tag und in der Nacht“ hat zu der Vermutung geführt, er sei ein Priester gewesen. Es wird angenommen, dass er 1442 als Knight Bachelor geadelt wurde und 1445 als Knight of the Shire für die Grafschaft Warwickshire ins englische Parlament kam. Während der Rosenkriege stand er wohl auf Seiten des Hauses Lancaster.
1450 wurde er wegen Mordes, Raubes, Diebstahls sowie der Wilderei und Vergewaltigung angeklagt. Er verbrachte den größten Teil des folgenden Jahrzehnts im Gefängnis (zumeist im Newgate-Gefängnis in London und im Tower), wo er vermutlich ein Buch über die Artus-Sage verfasste. Er nannte sein Werk The Book of King Arthur and His Noble Knights of the Round Table. Malory berichtete, das Buch im neunten Jahr des Königs Eduard IV., also um 1470, fertiggestellt zu haben. Veröffentlicht wurde es 1485 postum durch William Caxton unter dem Titel Le Morte d’Arthur.
Malory scheint Material aus einer französischen Quelle zur Verfügung gehabt zu haben. Im Vorwort zur Erstausgabe von Le Morte d’Arthur spricht Caxton von einem Druck „nach einer Kopie, die ich erhalten habe, die Sir Thomas Malory aus verschiedenen Büchern auf Französisch genommen und ins Englische verkürzt hat“. Le Morte D’Arthur brachte die verschiedenen Stränge der Artus-Legende in eine Prosa-Erzählung, die viele Kritiker für die beste ihrer Art halten. Die Quelle könnte Chrétien de Troyes gewesen sein, der eine romance mit dem Ritter Perceval geschrieben hatte.
Zuletzt lebte Malory wahrscheinlich im Kloster Christ Church Greyfriars, wo er begraben ist.

## Übersetzung
- "Dies edle und freudenreiche Buch heißet Der Tod Arthurs obzwar es handelt von Geburt, Leben und Taten des genannten Königs Arthur, von seinen edeln Rittern vom Runden Tische und ihren wunderbaren Fahrten und Abenteuern, von der Vollendung des Heiligen Grals und schließlich von ihrer Aller schmerzlichem Tode und Abscheiden von dieser Welt", übertragen von Hedwig Lachmann, Leipzig (Insel) 1913